# Barrie Kelly
Barrie Kelly (Barrie Harrison Kelly; * 2. August 1940 in Bury) ist ein ehemaliger britischer Sprinter.
1966 siegte er bei den Europäischen Hallenspielen in Dortmund über 60 Meter. Bei den British Empire and Commonwealth Games in Kingston wurde er jeweils Siebter über 100 Yards und mit der englischen 4-mal-110-Yards-Stafette, und bei den Europameisterschaften in Budapest wurde er Sechster über 100 Meter und mit der britischen Mannschaft Fünfter in der 4-mal-100-Meter-Staffel.
Bei den Olympischen Spielen 1968 in Mexiko-Stadt erreichte er über 100 Meter das Viertelfinale und in der 4-mal-100-Meter-Staffel das Halbfinale.
1969 wurde er bei den Europameisterschaften in Athen erneut Sechster über 100 Meter.
1967 wurde er englischer Meister über 100 Yards, 1966 sowie 1972 englischer Hallenmeister über 60 Yards bzw. 60 Meter.
Barrie Kelly ist heute als Tier- und Landschaftsfotograf tätig.

## Persönliche Bestzeiten
- 50 m (Halle): 5,7 s, 20. Februar 1971, Berlin
- 60 m (Halle): 6,6 s, 27. März 1966, Dortmund
- 100 m: 10,35 s, 13. Oktober 1968, Mexiko-Stadt (handgestoppt: 10,3 s, 2. Juli 1968, Zürich)
- 200 m: 21,0 s, 26. August 1969, Blackburn